# Soudade Kaadan
Soudade Kaadan. (en àrab سؤدد كعدان?, Suʾdad Kaʿdān; 1979) és una guionista, editora, directora i productora de cinema francesa d'origen sirià.

## Biografia
Nascuda a França de pares sirians el 1979, va créixer a Damasc juntament amb els seus tres germans Va marxar de Síria el 2012, un any després de l'esclat de la guerra civil siriana, després es va instal·lar a Beirut. Des del 2020 viu a Londres.
Amb el seu primer llargmetratge, Yawm aḍ'atu ẓillī (2018), va guanyar el Lleó del futur al Festival Internacional de Cinema de Venècia, atorgat al millor director debutant i la Palmera de Plata a la XXXIV edició de la Mostra de València. El 2022 va estrenar la pel·lícula sobre la guerra civil Nezouh, premiat en diversos festivals internacionals i distribuït a diversos països.

## Filmografia

### Curtmetratges
- Madeenatain wa sijn (2008)
- Saqf Dimašq wa ḥikāyāt al-janna (2010)
- Kubz al-ḥiṣār (2015)
- Oscure (2017)
- ʾAzīza (2019)

### Llargmetratges
- Yawm aḍ'atu ẓillī (2018)
- Nezouh (Nuzūḥ) (2022)